# Theutberga
Theutberga (voor 840, na 869) was een Frankische edelvrouw. Zij was een dochter van Boso van Arles en de vrouw van Lotharius II, de koning van Midden-Francië.
Over de jonge jaren van Theutberga is niets bekend. Zij trad in het licht van de geschiedenis, toen zij in november 855 de Frankische koning Lotharius II huwde. Het huwelijk zou kinderloos blijven.
Vanaf 857 vocht Lotharius II voor een echtscheiding. Drie jaar lang probeerde hij zijn doel voor seculiere rechtbanken te bereiken. Toen dit niet lukte riep hij vanaf 860 de kerkelijke rechtbank te hulp. De scheiding moest voor Lotharius II mogelijk maken zijn geliefde Waldrada in het huwelijk te treden. Een politieke motivatie wordt in zijn controverse met Theutberga's broer Hugbert gezien. Daardoor zou de scheiding aan  politieke relevantie hebben gewonnen, aangezien de verschillende heersers zich aan de zijde van een van de twee partijen schaarden. 
Op de synode van Metz werd de echtscheiding bevestigd. Hier spraken paus Nicolaas I en de aartsbisschop van Reims Hincmar zich tegen uit. Zij vochten de scheiding aan door Lotharius II te excommuniceren. In 865 werd Lotharius II gedwongen om Theutberga weer op te nemen. Een verzoek tot echtscheiding door Theutberga werd in 867 afgewezen. 
Het huwelijk eindigde pas door de dood van Lotharius II in 869. Na de dood van Lotharius II trok Theutberga zich terug in de abdij van Sint-Glossinde in Metz. Zij stierf als abdis van dit klooster. 